# Lejtak

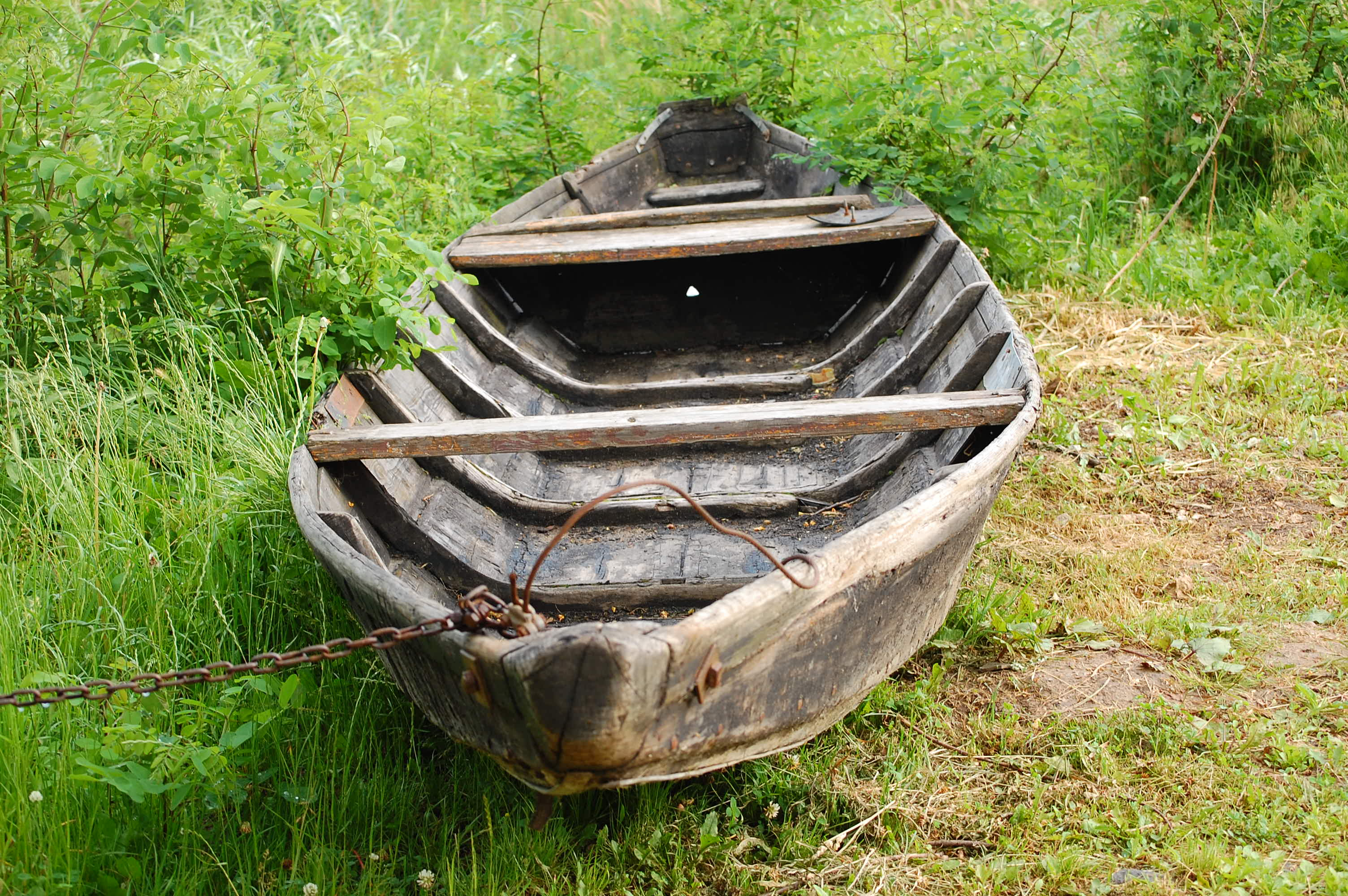
Lejtak nad Wisłą w Wyszogrodzie

Lejtak – tradycyjna rybacka drewniana łódź charakterystyczna dla środkowej Wisły. Nadal budowana przez ludowych szkutników i użytkowana rekreacyjnie. Wykonywana jest z desek głównie sosnowych z płaskim dnem i rozchylonymi burtami zbitymi z dwóch pasów/klepek połączonych z dnem przy pomocy krzywulców. Długość łodzi 5 do 8 metrów, szerokość ok. 1.2 metra. Dziób pełny zrobiony z kloca, rufa (tył łodzi) ma obecnie często małą pawęż z uwagi na stosowanie silników przyczepnych. Zwykle posiada gniazdo pod maszt chociaż używanie tradycyjnego żagla rozprzowego jest już rzadkością. Poruszana na pych (płetwą) bądź wiosłami.